# Groß Ellingen
Groß Ellingen ist ein Ortsteil der Gemeinde Hohenberg-Krusemark im Landkreis Stendal, Sachsen-Anhalt.

## Geographie

### Lage
Groß Ellingen, ein Straßendorf, liegt etwa 2 Kilometer südöstlich von Hohenberg-Krusemark und 15 Kilometer südöstlich von Osterburg (Altmark), sowie etwa 4 Kilometer westlich der Elbe in der Altmark.
Der Elberadweg führt von Arneburg kommend durch das Dorf über einen Radweg nach Krusemark in Richtung Norden.
Nachbarorte sind Altenau im Westen, Krusemark und Hohenberg im Nordwesten, Klein Ellingen im Nordosten und Beelitz im Süden.

### Ortsteilgliederung
Der Ortsteil besteht neben dem Dorf Groß Ellingen aus den Wohnplätzen Altenau und Burckhardshof.

## Geschichte

### Mittelalter bis Neuzeit
Die erste Erwähnung des Ortes stammt aus dem Jahre 1320 als Magna Ellinge, als die Herzogin Anna dem Kloster Arendsee Einnahmen aus zwei Höfen vereignete. Weitere Nennungen sind 1343 to groten ellingen, 1687 Grossen Ellingen und 1804 Dorf und Gut Groß Ellingen.

### Ersterwähnung 1289
Der Historiker Peter P. Rohrlach weist darauf hin, dass die von Wilhelm Zahn genannte Ersterwähnung im Jahre 1289 als ellinge nicht zu belegen ist. Zahn gab an, der Groß Ellingen wäre Stammsitz der seit 1286 in der Uckermark ansässigen Familie „von Ellinge“ gewesen. Gemeint ist wahrscheinlich der Prenzlauer Ortsteil Ellingen.

### Wüstung bei Groß Ellingen
Wilhelm Zahn vermutete im Jahre 1909 die Wüstung Vinzlow bei Groß Ellingen. Er beschrieb deren Lage so: 1,25 Kilometer östlich des Dorfes liegt die bewaldete Anhöhe "Rietzenberg" auf dessen Westseite das bewaldete Terrain „Büschlings-Ellingen“ liegt, an das sich südwestlich der „wendische Kirchenschlag“ anschließt. Da dort „ehemals 6 Wege zusammenliefen, wird wohl eine Ortschaft hier gelegen haben“. Die von Zahn genannten Flurnamen sind heute nicht mehr in Gebrauch.

### Eingemeindungen
Ursprünglich gehörte das Dorf Groß Ellingen zum Arneburgischen Kreis der Mark Brandenburg in der Altmark. Zwischen 1807 und 1813 lag es im Kanton Arneburg auf dem Territorium des napoleonischen Königreichs Westphalen. Nach weiteren Änderungen gehörte die Gemeinde ab 1816 zum Kreis Osterburg, dem späteren Landkreis Osterburg.
Am 20. Juli 1950 wurden die bis dahin eigenständigen Gemeinden Groß Ellingen und Klein Ellingen zur neuen Gemeinde Ellingen zusammengeschlossen.
Am 1. Februar 1974 ist die Gemeinde Ellingen nach Hohenberg-Krusemark eingemeindet worden. Damit kamen die beiden Ortsteile zur Gemeinde Hohenberg-Krusemark.

### Einwohnerentwicklung
| Jahr | Einwohner |
| ---- | --------- |
| 1734 | 146       |
| 1772 | 104       |
| 1790 | 168       |
| 1798 | 167       |
| 1801 | 169       |
| 1818 | 160       |
| 1840 | 148       |

| Jahr | Einwohner |
| ---- | --------- |
| 1864 | 194       |
| 1871 | 192       |
| 1885 | 189       |
| 1892 | [0]191    |
| 1895 | 191       |
| 1900 | [0]180    |
| 1905 | 211       |

| Jahr | Einwohner |
| ---- | --------- |
| 1910 | [0]220    |
| 1925 | 216       |
| 1939 | 184       |
| 1946 | 333       |
| 2014 | [00]127   |
| 2015 | [00]126   |
| 2017 | [00]124   |

| Jahr | Einwohner |
| ---- | --------- |
| 2018 | [00]129   |
| 2020 | [00]105   |
| 2021 | [00]112   |
| 2022 | [0]122    |
| 2023 | [0]114    |

Quelle, wenn nicht angegeben:

## Religion

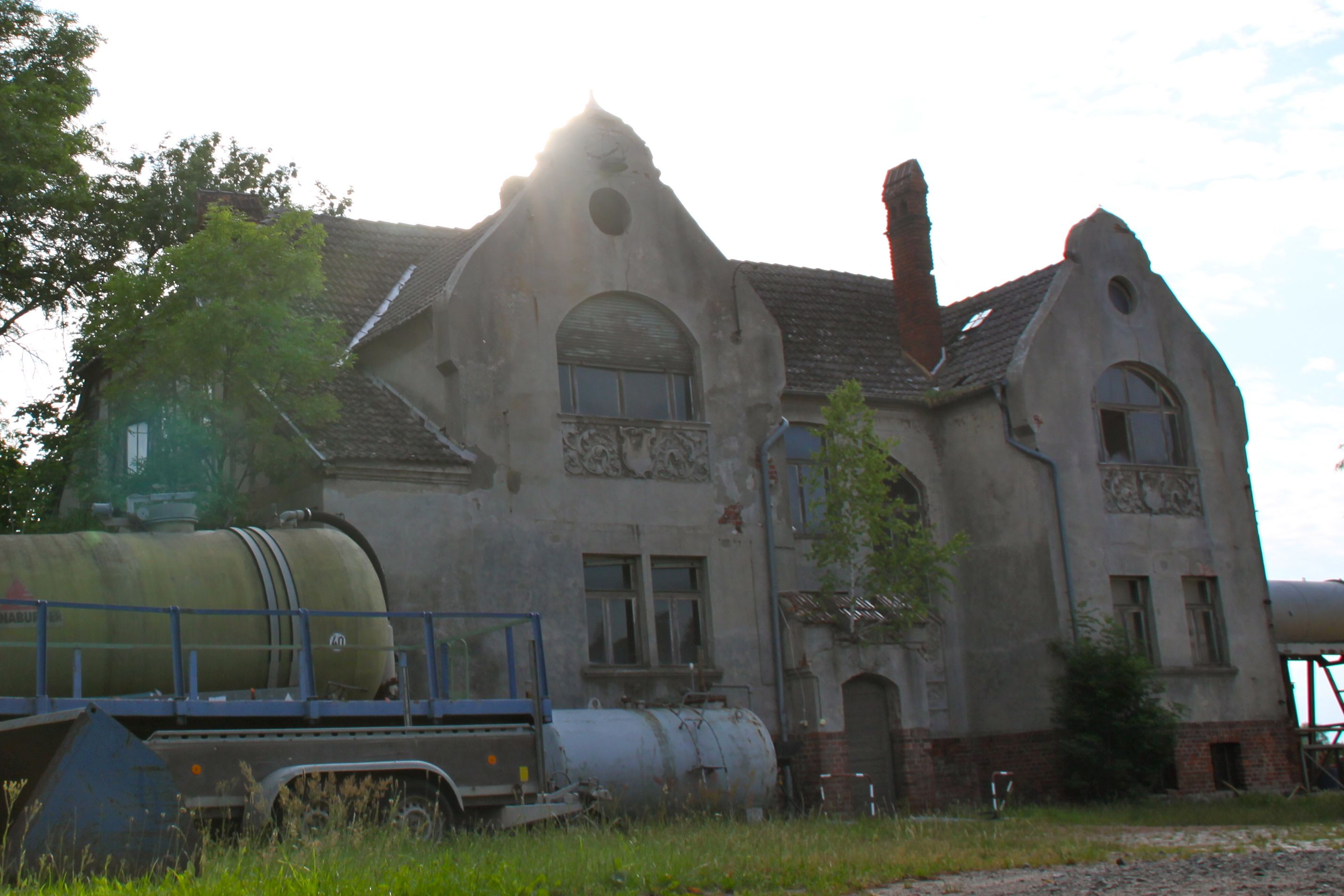
Bauernhaus Heerstraße 9

Die evangelischen Christen aus Groß Ellingen gehörten früher zur Pfarrei Krusemark. Heute gehören sie zum Kirchspiel Krusemark-Goldbeck und werden betreut vom Pfarrbereich Klein Schwechten im Kirchenkreis Stendal im Bischofssprengel Magdeburg der Evangelischen Kirche in Mitteldeutschland.

## Kultur und Sehenswürdigkeiten
- Ein Bauernhof und ein Bauernhaus stehen unter Denkmalschutz.

## Persönlichkeiten
- Carl Friedrich von Pieschel (1779–1855), Kaufmann, Landwirt, Fabrikant und Gutsbesitzer

## Verkehr
Es verkehren Linienbusse und Rufbusse von stendalbus.